# Fountain Indian Reserve 1B
Fountain Indian Reserve 1B är ett reservat i Kanada.   Det ligger i provinsen British Columbia, i den södra delen av landet, 3 400 km väster om huvudstaden Ottawa.
I omgivningarna runt Fountain Indian Reserve 1B växer i huvudsak barrskog. Trakten runt Fountain Indian Reserve 1B är nära nog obefolkad, med mindre än två invånare per kvadratkilometer.